# Daniela Patrizia Taormina
Daniela Patrizia Taormina (Palermo, 22 juni 1958) is een hoogleraar filosofiegeschiedenis in de Klassieke oudheid in Rome, Italië.

## Levensloop
Na het behalen van het diploma filosofie aan de universiteit van Catania (1982), promoveerde ze tot doctor in de filosofie aan dezelfde universiteit (1987). Haar proefschrift richtte zich op het werk van Plutarchus en was getiteld La figura e l’opera di Plutarco d’Atene. In later onderzoekswerk richtte ze zich op de samenleving en het denken in het Romeinse Keizerrijk, met name op het middenplatonisme.
Vanaf 1989 was Taormina in Catania docente Categorieën van Aristoteles alsook in brede zin docente Geschiedenis van de filosofie in de Klassieke Oudheid. In 1991 volgde de bevordering tot hoogleraar filosofie in de Klassieke Oudheid.
In 2004 verwierf Taormina een leerstoel in Rome aan de universiteit Tor Vergata. Het ging om de leerstoel Geschiedenis van de filosofie van de Klassieke Oudheid en Laatklassieke Oudheid. In 2021 werd ze gewoon hoogleraar. Haar onderzoek trekt verbanden tussen het filosofisch en het psychologisch denken vanaf de Griekse Oudheid over het middenplatonisme naar het neoplatonisme in de middeleeuwen. Zo diepte ze definities uit van gewaarwording en geheugen doorheen de tijd.